# Cut the Crap
Cut the Crap (рус. Кончай засерать мозги) — шестой и последний альбом британской рок-группы The Clash, выпущенный 4 ноября 1985 года. Альбом вызвал разочарование как критиков, так и самой группы, и долгие годы после выхода пластинки ею игнорировался. В британском хит-параде «Cut the Crap» занял 16-е место.

## История
После изгнания в 1983 году из The Clash Мика Джонса — одного из основателей группы, — Джо Страммер и Пол Симонон взяли на его место двух гитаристов: Ника Шеппарда и Винса Уайта. В начале 1985 года Си-би-эс довело до сведения ансамбля, что от него ожидают новый альбом, — по весьма противоречивому контракту The Clash должны были лейблу ещё 8 альбомов. Запись нового альбома проходила в Мюнхене. Неожиданно для всех менеджер Берни Родс стал проявлять интерес к собственно музыкальному процессу коллектива и принял участие в написании новых песен и аранжировок. Согласно его концепции, альбом должен был звучать современно — как идеологически, так и музыкально. Благодаря ему были задействованы компьютеры, в результате чего ударник Пит Говард обнаружил себя ненужным на сессиях и почти не принимал участия в записи.
После записи в Мюнхене Родс сводил альбом в Лондоне. Результат его работы стал известен 8 ноября 1985 года, когда альбом появился на прилавках магазинов. Пластинка заняла 16-е место в британском хит-параде, из которого быстро вышла, и подверглась разгромной критике в прессе. Альбом привёл в ужас и самих музыкантов, особенно Джо Страммера: певец и соавтор всех композиций альбома чувствовал себя преданным работой Берни Родса, перегрузившего пластинку драм-машинами и неуклюжими синтезаторными эффектами. Альбому предшествовал «This Is England» — единственный сингл с «Cut the Crap», — который занял 24-е место.
Впоследствии «Cut the Crap» был полностью вычеркнут из дискографии The Clash: песни с него долго не включались в компиляции, о нём ни слова не упоминалось в биографическом фильме «Westway To The World», сделанным в тесном сотрудничестве с бывшими музыкантами группы. Провал этого альбома определил и судьбу группы: к тому времени для Страммера стало ясно, что изгнание Хидона и тем более Джонса были роковыми ошибками, равно как и допуск Родса к творчеству группы, и в конце 1985 года он распустил ансамбль.

## Список композиций
1. «Dictator» — 3:00
2. «Dirty Punk» — 3:11
3. «We Are the Clash» — 3:02
4. «Are You Red..Y» — 3:01
5. «Cool Under Heat» — 3:21
6. «Movers and Shakers» — 3:01
7. «This Is England» — 3:49
8. «Three Card Trick» — 3:09
9. «Play to Win» — 3:06
10. «Fingerpoppin'» — 3:25
11. «North and South» — 3:32
12. «Life Is Wild»— 2:39

## Альбомные синглы
- This Is England / Do It Now (сентябрь 1985)

## Участники записи
- Джо Страммер — вокал
- Пол Симонон — бас-гитара
- Пит Говард — ударные
- Ник Шеппард — гитара, вокал
- Винс Уайт — гитара

Дополнительный персонал
- Берни Родс — композитор, дополнение барабанов, продюсер
- Норман Уотт-Рой — бас-гитара